# گیاه‌پارچ رووانیا
گیاه‌پارچ رووانیا (نام علمی: Nepenthes rowaniae)، یک گونه از سرده گیاه‌پارچ‌ها در شبه‌جزیره کیپ یورک استرالیا می‌باشد.
نام گیاه پس از الیس روآن، طبیعت‌شناس و تصویرگر استرالیایی بر آن نهاده شد. این گونه نزدیک به گیاه‌پارچ شگرف است و زمانی به‌عنوان شکل افراطی این گونه در نظر گرفته می‌شد.

## طبقه‌بندی

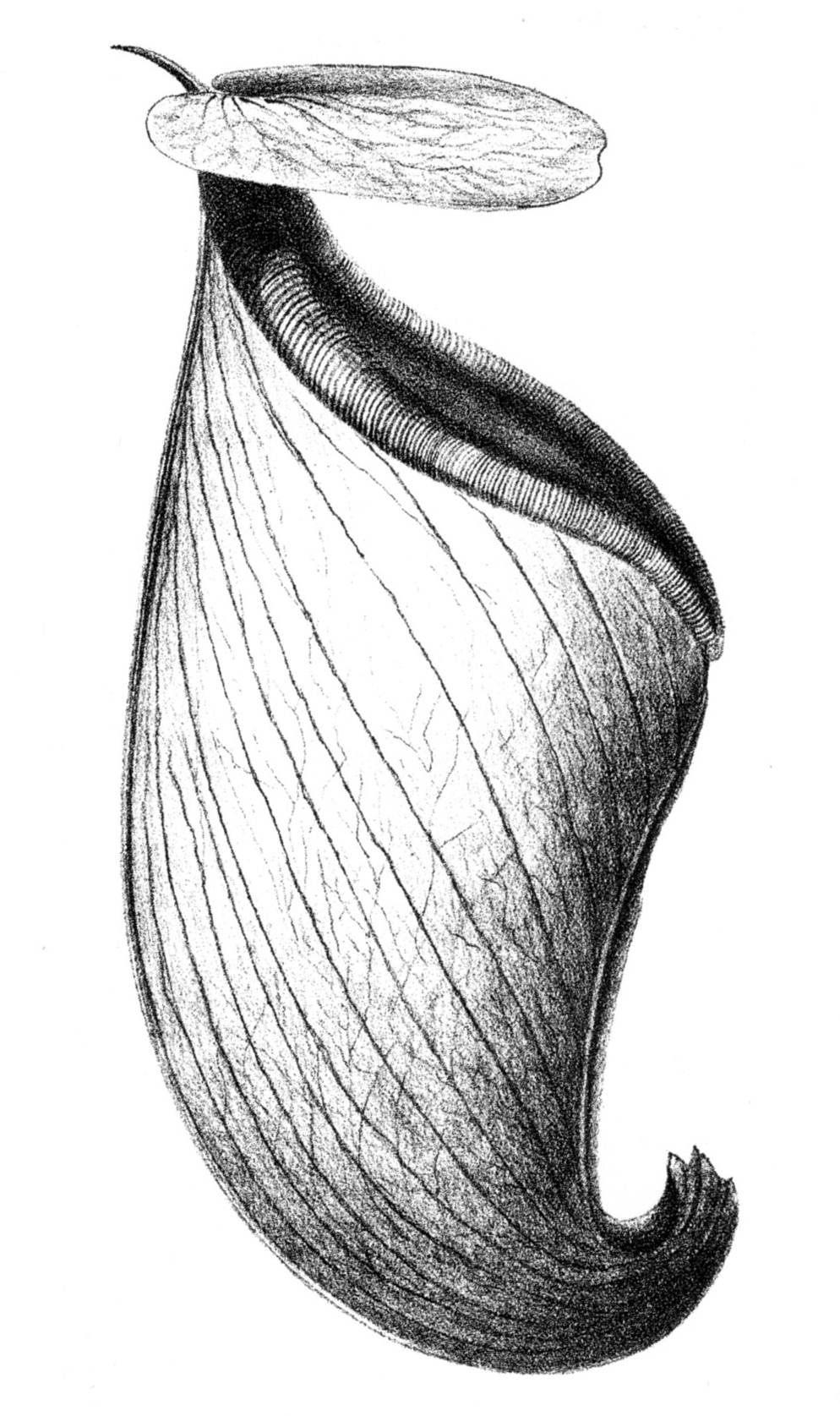
تصویر اصلی بیلی از پارچ گیاه‌پارچ رووانیا، منتشر شده در سال ۱۸۹۷

بین سال‌های ۱۸۸۱ و ۱۹۰۵، فردریک منسون بیلی (Frederick Manson Bailey)، ۱۱ گونه از گیاه‌پارچ را از شمال استرالیا توصیف کرد، که همه آن‌ها در سال ۱۹۲۸ توسط بندیکوس هابرتوس دانسر (Benedictus Hubertus Danser) مترادف با گیاه‌پارچ شگرف قرار گرفتند. تنها آرایه که دانسر آن را دارای خصوصیات ریخت‌شناسی غیرمعمول گیاه‌پارچ شگرف می‌دانست گیاه‌پارچ رووانیا بود. او نوشت:
"از بین همه اینها، من نوع یا حداقل نمونه‌های معتبر را دیده‌ام، اما تقریباً همه آنها شکل‌های رشدی گیاه‌پارچ شگرف هستند. فقط گیاه‌پارچ رووانیا شخصیتی را نشان می‌دهد که هنوز در گیاه‌پارچ شگرف دیده نشده است، برای نمونه، کمپانولات-اینفوندیبولیفرم پارچ‌های بالایی. یک انحراف مشابه اغلب در چندین گونه متحد مشاهده می‌شود و مطمئناً برای تمایز خاص کافی نیست.
با این حال، مشاهدات میدانی انجام شده بین سال‌های ۲۰۰۱ و ۲۰۰۳ "نشان داد که گیاه‌پارچ رووانیا دارای چندین ویژگی ریخت‌شناسی و زیست‌محیطی باثبات و قابل توجهی است که توسط گیاه‌پارچ شگرف نشان داده نشده‌اند، و آرایه متعاقباً به یک گونه در سال ۲۰۰۵ ارتقا یافت. این نظر عموماً مشترک نیست. آرایه‌شناس جان شلور (Jan Schlauer) همچنان گیاه‌پارچ رووانیا را مترادف گیاه‌پارچ شگرف در پایگاه داده گیاهان گوشت‌خوار خود می‌داند.
| نمونه                              | گیاه‌پارچ شگرف                             | گیاه‌پارچ رووانیا                                                                                |
| ---------------------------------- | ----------------------------------------- | ----------------------------------------------------------------------------------------------- |
| ریخت‌شناسی تیغه برگ                 | حاد تا گرد                                | به سمت راس منقبض می‌شود، سپس در امتداد پیچک به‌صورت یک امتداد باریک، حاد ادامه می‌یابد.            |
| قرار دادن پیچک به تیغه برگ         | ساده                                      | سپردار                                                                                          |
| بال‌های پارچ                        | عناصر حاشیه‌ای چند سلولی ساده و دارای بار  | اغلب در قسمت جلو صاف می‌شود و در XS به شکل T شکل می‌گیرد، عناصر حاشیه‌ای چندسلولی اغلب وجود دارند. |
| بافت تیغه برگ                      | معمولاً چارتری                             | به شدت کوره‌ای                                                                                   |
| چسباندن تیغه برگ به ساقه           | ساده یا به ندرت جریانی برای ⅓ طول میانگره | جریان برای حداقل ½ طول میانگره، معمولاً بیشتر                                                    |
| تراکم غده در قسمت پایینی پارچ      | ۱۶۰۰–۲۵۰۰ / سانتی‌متر مربع                 | تقریباً ۳۶۰۰ / سانتی‌متر مربع                                                                     |
| موقعیت باسن پارچ در پارچ‌های بالایی | میانه راه، به نیمه پایین‌تر                | ربع بالایی                                                                                      |
| موقعیت باسن پارچ در پارچ‌های پایینی | یک سوم پایین به یک چهارم                  | بلافاصله زیر کلاهک                                                                              |

## املا
با توجه به قوانین جهانی نام‌گذاری برای جلبک‌ها، قارچ‌ها و گیاهان، املای صحیح نام این تاکسون گیاه‌پارچ رووانیا (Nepenthes rowaniae) است، زیرا این نام بر اساس نام شخصی رووان (Rowan) است. تنها یک راه صحیح برای تشکیل این لقب وجود دارد (در زبان جنسی: Rec 60C.1.b.) و املای صحیح حاصل اجباری است. هر گونه استفاده از املای رووانا (rowanae) باید به رووانیا (rowaniae) اصلاح شود (ماده 60.11). با این حال، ادبیات به جای آن از گیاه‌پارچ رووانا (Nepenthes rowanae) استفاده می‌کند.

## دورگه‌های طبیعی
گیاه‌پارچ شگرف × گیاه‌پارچ رووانیا
گیاه‌پارچ رووانیا × گیاه‌پارچ سرسخت